# Harmånger-Jättendal och Gnarps pastorat
Harmånger-Jättendal och Gnarps pastorat var är ett pastorat inom Svenska kyrkan i Hälsinglands norra kontrakt av Uppsala stift. Pastoratet upphörde när församlingarna uppgick 2019 i Nordanstigskustens församling. Pastoratet, med pastoratskod 011513, låg i Nordanstigs kommun och omfattade från dess bildande 2006 följande församlingar:
- Gnarps församling
- Harmånger-Jättendals församling